# GeoXO
GeoXO (acronyme de Geostationary Extended Observations) est une famille de satellites météorologiques américains que la NASA est chargée de développer  pour le compte de leur opérateur, la NOAA. Ces satellites doivent prendre progressivement  la suite, à compter de 2032, de la série des GOES-R qui effectuent les observations météorologiques depuis l'orbite géostationnaire. Il est prévu de construire six satellites de ce type qui occuperont trois positions à l'est, au-dessus et à l'ouest des Etats-Unis.

## Contexte

### Les satellites GOES
LesGeostationary Operational Environmental Satellite (GOES) constituent depuis la décennie 1980 la principale famille de satellites météorologiques circulant en orbite géostationnaire utilisés par le National Weather Service (NWS), le service météorologique national des États-Unis. Deux de ces satellites occupent en permanence des positions fixes au niveau de l'équateur d'une part au-dessus du continent américain (GOES-Est) et d'autre part au-dessus de l'océan Pacifique (GOES-Ouest). Ils fournissent un flux continu d'images en lumière visible et infrarouge qui permettent de reconstituer les principales caractéristiques de la fraction de l'atmosphère terrestre et des masses océaniques observables depuis leur longitude (environ un tiers de la surface du globe). Ces données sont utilisées pour la prévision météorologique (prévision par les météorologistes et prévision numérique du temps) et la recherche. Ces satellites emportent également des instruments qui fournissent des données de météorologie de l'espace (flux de particules produits par le vent solaire) et sur le champ magnétique terrestre. Le dernier satellite de cette famille a été lancé en juin 2024 et la NOAA, qui est l'opérateur de ces satellites, a entamé le processus de remplacement pas une famille de satellites plus performants : performances accrues de l'imageur et du détecteur d'éclairs et incorporations de nouveaux instruments (sondeur hyperspectral, composition de l'atmosphère et observation de la couleur de l'océan).

### Cahier des charges
Au débute des années 2020, la NOAA lance l'étude du successeur des satellites GOES. Le cahier des charges du nouveau satellite baptisé GeoXO (Geostationary Extended Observations) liste des fonctionnalités obligatoires et des fonctionnalités recommandées :
- Fonctionnalités qui seront obligatoirement présentes :
  - Imagerie en visible et infrarouge : continuité des fonctionnalités et amélioration des résolutions spectrales et spatiales ;
  - Système de collecte des données : continuité ;
  - Diffusion des données DCS, EMWIN et HRIT : continuité et utilisation potentielle pour des services commerciaux ;
- Fonctionnalités recommandées : 
  - Cartographie des éclairs : continuité et amélioration de la résolution spatiale ;
  - Sondage infrarouge : nouvelle fonctionnalité pour la prévision météorologique numérique et la prévision à court terme ;
  - Imagerie de nuit : nouvelle fonctionnalité permettant le suivi des nuages, de la brume et de la fumée de nuit ;
  - Couleur des océans : nouvelle fonctionnalité permettant le suivi la santé des océans et de leur productivité ;
  - Mesure de composition de l'atmosphère : nouvelle fonctionnalité pour la détection des menaces portant sur la qualité de l'air.

## Développement des satellites GeoXO

### Études de conception
En juillet 2022, la NASA sélectionne pour le compte de la NOAA les sociétés Lockheed Martin Space (Littleton, Colorado) et Maxar Space LLC (Palo Alto, Californie) qui sont chargées d'esquisser la conception des satellites, d'identifier les technologies à mettre au point, d'estimer les performances, les risques et les couts et de définir le calendrier de développement. Le programme GeoXO est approuvé en décembre 2022 par l'autorité de tutelle de l'opérateur des satellites météorologiques civils américains, la NOAA. Comme pour les programmes précédents, la NASA est responsable du développement du segment spatial et de son lancement. En 2021 la NASA sélectionne les sociétés à qui elle confie l'étude des principaux instruments. L3Harris et Raytheon mènent une étude de phase A d'une durée d'un an sur la conception de l'imageur visible/infrarouge et la maturation des technologies nécessaires. L3Harris et Ball sont chargés de l'étude de définition du sondeur infrarouge hyperspectral.

### Calendrier du projet
Les phases du projet actualisées début 2024 sont les suivantes :
- 2019-2022 : définition des besoins
- 2021-2024 : formulation. Durant cette phase, le programme doit démontrer qu'il peut répondre aux buts et objectifs définis dans la phase précédente. Dès 2020 les partenaires industriels sont impliqués dans la définition (phase A) des instruments.
- 2023-2027 : conception préliminaire.
- 2025-2029 : conception critique.
- 2029-2032 : Intégration et test
- 2032-2055 : Lancement et vie opérationnelle. Le premier satellite sera lancé en 2032 et emportera l'imageur, l'instrument de cartographie des éclairs et l'instrument de mesure la couleur des océans. Les deux satellites suivants doivent être lancés en 2035 : le deuxième satellite emportera  l'imageur, l'instrument de cartographie des éclairs et l'instrument de mesure la couleur des océans et le troisième  doit comporter l'instrument de composition de l'atmosphère et le sondeur atmosphérique. Ce dernier sera placé sur une position géostationnaire centrale (au-dessus des Etats-Unis) encadré par les deux autres satellites occupant les positions est et ouest. La série doit comprendre en tout six satellites et répondre aux besoins d'observation depuis l'orbite géostationnaire jusqu'en 2055.

### Sélection des constructeurs
Entre mars 2023 et juin 2024, la NASA passe contrat avec les sociétés chargées de construire les satellites et leurs instruments. En mars 2023 le développement de deux imageurs GeoXO est confié à L3Harris Technologies (Fort Wayne, Indiana) pour un montant de 765,5 millions US$. La réalisation d'un unique exemplaire du sondeur atmosphérique GXS est confiée à Ball Aerospace pour un montant de 486,9 millions US$. La réalisation d'un unique exemplaire de l'instrument de composition de l'atmosphère ACX est confiée à BAE Systems (anciennement Ball Aerospace de Boulder, Colorado) pour un montant de 365 millions US$. La réalisation de deux  exemplaires de l'instrument de mesure de la couleur de l'océan OCX est également confiée à BAE Systems (Boulder, Colorado) pour un montant de 450 millions US$. En juin 2024 la NASA  passe un contrat avec la société  Lockheed Martin Space d'une valeur approximative de 2,27 milliards US$ qui comprend le développement (de la conception au lancement) de trois satellites GeoXO avec une option pour la réalisation de quatre satellites supplémentaires. En septembre 2024  Lockheed Martin est retenu pour la fabrication de deux exemplaires de l'instrument LMX avec une option pour deux exemplaires supplémentaires. Le contrat est passé pour un montant de 279,1 millions US$.

## Caractéristiques techniques
Les trois satellites GeoXO utilisent une plateforme (bus) LM2100 d'une masse de 2300 kg et dont les dimensions atteignent 23,7 x 1,8 mètres. Sa durée de vie est comprise entre 15 et 21 ans. L'énergie est fournie par des panneaux solaires qui produisent 20 kW. La propulsion est à la fois chimique et électrique (HCT).

## Instruments
Cinq types d'instrument sont déployés à raison de trois instruments par satellite.
| Instrument | Type                             | Principales caractéristiques | Mesures et fonctions | Satellite        | Comparaison avec la génération précédente         |
| ---------- | -------------------------------- | --- | --- | ---------------- | ------------------------------------------------- |
| GXI        | Caméra visible/infrarouge        | 18 bandes spectrales en lumière visible (0,47-10,35 microns) Résolution temporelle : 10' (hémisphère), 5' (Etats-Unis), 10 (région) Résolution spatiale entre 0,25 et 1 km     | Images à haute résolution en lumière visible et infrarouge de l'hémisphère ouest Prévision améliorée des tempêtes Détection des incendies et des taux d'humidité faible.                                                                                            | GEO Est et Ouest | +2 bandes spectrales, résolution spatiale doublée |
| OCX        | Radiomètre hyperspectral         | Bande spectrale : 350-890 nm Résolution spatiale : 390 m. Résolution spectrale 10 à 20 nm Résolution temporelle 2 à 3 heures                                                   | Surveillance des principaux paramètres océanographiques dans les eaux côtières des Etats-Unis et les grands lacs Détection des phénomènes météorologiques dangereux Mesures de la couleur de l'océan et de la qualité de l'eau avec une résolution spatiale élevée. | GEO Est et Ouest |                                                   |
| ACX        | Spectromètre hyperspectral       | | Mesure des polluants de l'air (ozone, dioxyde d'azote, particules) Surveillance de l'amélioration de la qualité de l'air Prévision et alertes impacts sur la santé Prévision et détection des feux de forêt.                                                        | GEO central      |                                                   |
| GXS        | Sondeur infrarouge hyperspectral | Bande spectrale : 4,44-5,92 et 9,13-14,7 microns 1550 bandes spectrales Résolution spatiale : 4 km. Résolution spectrale 0,0012 à 0,0052 microns Résolution temporelle 1 heure | Mesure continue des données atmosphériques (température, humidité, ozone,...) Résolution supérieure permettant une amélioration des prévisions météo. | GEO central      |                                                   |
| LMX        | Détecteur optique mono canal     | | Détection, localisation et mesure des éclairs Détection améliorée des phénomènes météorologiques dangereux Surveillance des incendies. | GEO central      |                                                   |

### Caméra visible/infrarouge GXI
GXI (GeoXO Imager) est une caméra effectuant des images dans 18 bandes spectrales en lumière visible et proche infrarouge soit deux canaux supplémentaires (0,91 et 5,15 microns) par rapport à l'instrument ABI emporté par les satellites GOES-R. La résolution spatiale dans la bande spectrale 3,9 microns passe de 2 kilomètres à 1 kilomètre.

### Radiomètre hyperspectral OCX
OCX (GeoXO Ocean Color Instrument) est un radiomètre hyperspectral dont les observations s'étendent de l'ultraviolet au proche infrarouge avec une résolution spatiale de 390 mètres. Il s'agit d'un instrument embarqué pour la première fois sur une orbite géostationnaire qui doit permettre d'obtenir des données une fois toutes les trois heures au lieu d'une fois par jour sur les satellites circulant en orbite basse (instrument VIIRS des satellites JPSS et satellite PACE. Sa résolution spectrale est également supérieure.

### Sondeur infrarouge hyperspectral GXS
GXS (GeoXO Sounder) est un sondeur infrarouge hyperspectral qui doit fournir des images en temps réel de la distribution verticale de l'humidité atmosphérique, des vents et de la température. Les sondeurs atmosphériques dont dispose actuellement la NOAA sont embarqués sur des satellites circulant en orbite basse et ne fournissent des informations sur une région donnée qu'une fois par jour et ne comportent que 18 bandes spectrales. GXS permettra d'obtenir des informations toutes les 30 minutes dans 1550 bandes spectrales.

### Détecteur optique LMX
LMX (GeoXO Lightning Mapper) est un détecteur optique mono canal qui doit détecter, localiser et mesurer l'intensité, la durée et l'étendu des éclairs. La résolution spatiale de LMX est supérieure à celle de l'instrument GLM des satellites GOES-R.

### Spectromètre hyperspectral ACX
ACX (GeoXO Atmospheric Composition instrument)  est un spectromètre hyperspectral effectuant ses observations en lumière visible dans l'ultraviolet. Il s'agit d'un nouvel instrument qui fournira toutes les heures une cartographie des polluants émis dans l'atmosphère par les centrales thermiques, l'industrie, les installations d'extraction du gaz et du pétrole, les volcans, les incendies ainsi que les polluants secondaires générés par ces émissions une fois celles-ci libérées dans l'atmosphère.

## Configuration opérationnelle
La configuration retenue  comprend trois satellites opérationnels : 
- deux satellites positionnés à l'est (GeoXO Est à la longitude 75°O) et à l'ouest (GeoXO Ouest à la longitude 137°O) des États-Unis emporteraient chacun un imageur, un instrument permettant de détecter les éclairs et un instrument de mesure de la couleur des océans
- le troisième satellite positionné au centre (GeoXO Centre à la longitude 105°O) emporterait un sondeur atmosphérique et un instrument de mesure de la composition de l'atmosphère[5].